# Plopii-Slăvitești
Plopii-Slăvitești is een Roemeense gemeente in het district Teleorman.
Plopii-Slăvitești telt 2717 inwoners.